# Чебоксар
Чебоксар — река в России, протекает по Никифоровскому району Тамбовской области. Левый приток Ярославки.

## География
Река берёт начало у деревни Чебоксары. Течёт на запад по открытой местности. Устье реки находится у села Ярославка в 10 км по левому берегу реки Ярославка. Длина реки составляет 14 км, площадь водосборного бассейна — 67 км².

## Данные водного реестра
По данным государственного водного реестра России относится к Донскому бассейновому округу, водохозяйственный участок реки — Воронеж от истока до города Липецк, без реки Матыра, речной подбассейн реки — бассейны притоков Дона до впадения Хопра. Речной бассейн реки — Дон (российская часть бассейна).
Код объекта в государственном водном реестре — 05010100512107000002405.